# Гунин, Андрей Германович
Гунин Андрей Германович (род. 1 декабря 1965, Горький) — доктор медицинских наук, профессор.

## Биография
В 1982 году окончил с золотой медалью среднюю школу № 27 города Чебоксары✱. В 1988 году окончил с отличием медицинский факультет Чувашского госуниверситета по специальности «Лечебное дело»✱. С 1988 по 1990 годы работал врачом акушером-гинекологом в Чебоксарском городском родильном доме. С 1991 года — работает по совместительству врачом акушером-гинекологом акушерского отделения Чебоксарского городского родильного дома (1989—1999), МУЗ «Больница Строителей» (1999—2001), МУЗ «5 Городская больница» (2001—2007), Президентского перинатального центра Минздрава Чувашской республики (2007-). 1990—1997 годы — ассистент / старший преподаватель / доцент, 1998—2003 профессор кафедры гистологии медицинского факультета Чувашского госуниверситета. С 2003 года профессор кафедры акушерства и гинекологии медицинского факультета Чувашского госуниверситета. С 2011 года исполняющий обязанности заведующего кафедрой акушерства и гинекологии медицинского факультета Чувашского госуниверситета.
Июль—сентябрь 1995 года — стажировка, кафедра дерматологии, Университет Гумбольдта, Берлин, Германия.
Кандидат медицинских наук с 1990 г., защита диссертации — 11 июня 1990 года во 2-м Московском медицинском университете им. Н. И. Пирогова, кандидатская диссертация: Морфологические основы гистамин-эстрогеновых взаимоотношений в матке крыс✱.
Доктор медицинских наук с 1997., защита диссертации — 29 ноября 1996 года в Российском университете дружбы народов (Москва), докторская диссертация: Эстроген-индуцированный гистогенез в матке при эндокринном дисбалансе✱.
Ученое звание профессора присвоено в 2000 году✱.
Высшая квалификационная категория по специальности «Акушерство и гинекология» (2001).
Сертификат специалиста по специальности «Акушерство и гинекология» (2004).
Почетный работник высшего профессионального образования Российской Федерации (2011)✱.
Заслуженный врач Чувашской республики (2016)✱.
Член редколлегии журналов: European Journal of Obstetrics & Gynecology and Reproductive Biology, Проблемы репродукции.
Заместитель председателя диссертационного совета К 064.15.11 (1999—2001), член диссертационного совета Д 208.034.01 (2001—2016), председатель диссертационного совета 24.2.434.01 (2021-).
Председатель Локального этического комитета Чувашского государственного университета (2019-).
Почетная грамота Государственного совета Чувашской Республики (2024)✱.

## Родители

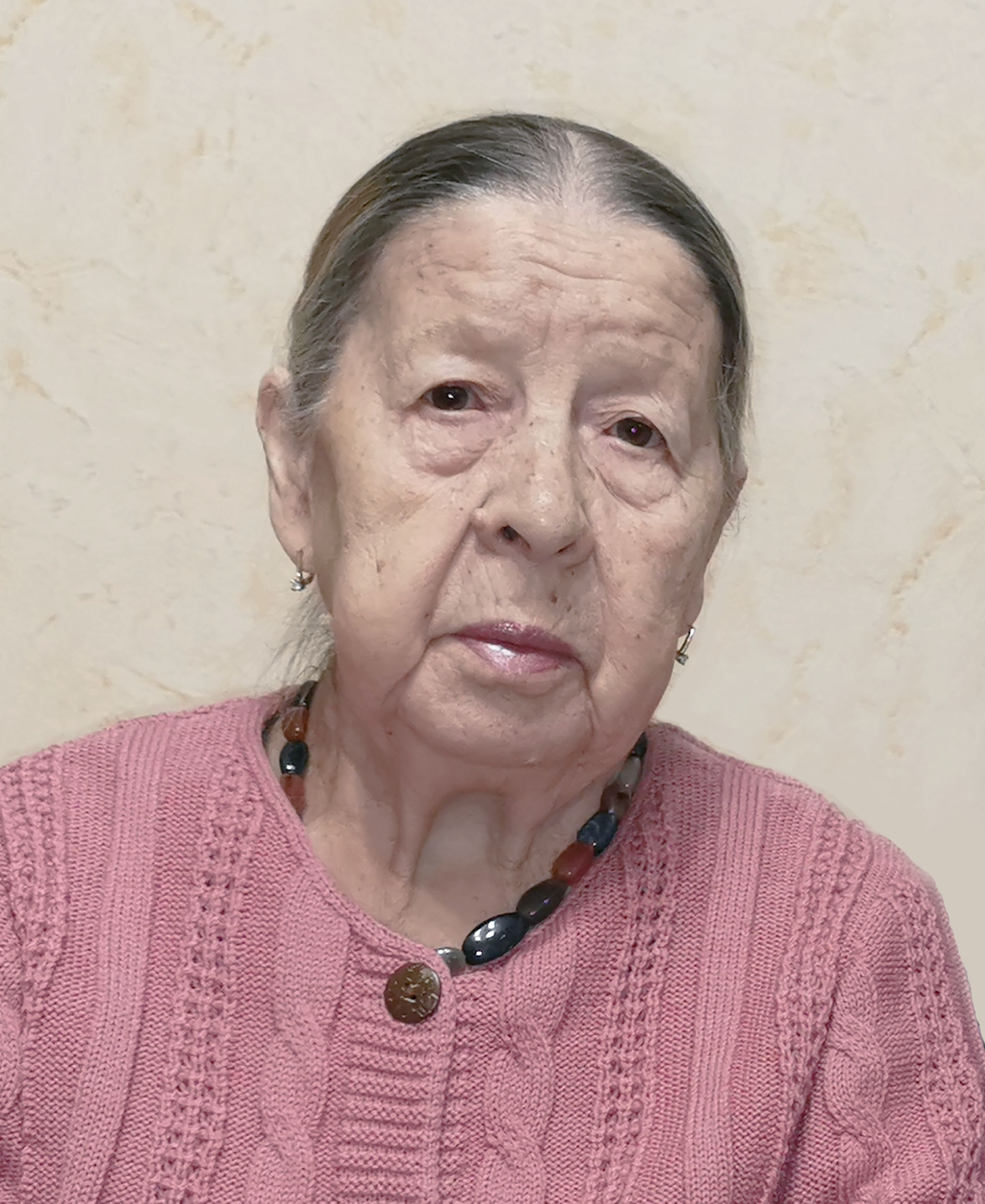
Гунина Алла Дмитриевна (15.11.1940 — 26.11.2022)

Мать — Гунина Алла Дмитриевна (15.11.1940 — 26.11.2022)
Гунина Алла Дмитриевна (по паспорту — Гунина Альбина Дмитриевна, девичья фамилия — Пешкова) родилась 15 ноября 1940 года в городе Нерчинск Забайкальского края. Отец — Пешков Дмитрий Павлович (25.10.1908 — 23.06.1995) являлся руководителем организации Коммунистической партии Советского Союза по Нерчинскому району Читинской области, работал в администрации Нерчинского района Читинской области (Забайкальский край), мать — Пешкова Анисья Романовна (13.01.1913 — 19.04.1969) — домохозяйка.
В 1957 году окончила среднюю школу № 9 г. Нерчинска✱. В 1957 году поступила и в 1959 году окончила с отличием Иркутское фармацевтическое училище, присвоена квалификация фармацевта✱. В 1963 поступила и в 1968 году окончила Ленинградский химико-фармацевтический институт, присвоена квалификация провизора✱. С 1959 по 1963 годы работала управляющей аптекой № 38 села Чара Забайкальского края, и затем — управляющей аптекой № 50 села Шелопугино Забайкальского края. С 1963 по 1970 годы работала в центральной заводской лаборатории Горьковского автомобильного завода в городе Нижний Новгород. С 1971 по 1996 год работала управляющей аптекой № 103 городе Чебоксары. С 1996 по 2005 год работала в аптеках города Чебоксары на разных должностях. В 1984 году награждена медалью Ветеран труда✱.
Алла Дмитриевна Гунина умерла 26 ноября 2022 года в городе Чебоксары, похоронена на кладбище № 17, квартал 3 (село Яуши, Чебоксарский район, Чувашская республика; GPS:56.104357,47.127290.
http://a-gunin.ru/family/alla/alla.htm
Отец — Гунин Герман Павлович (13.01.1937 — 04.04.2017)
http://a-gunin.ru/family/german/german.htm

## Гранты
Государственная стипендия Чувашской Республики (1997, 2013, 2025), финансирование за счет Министерства образования Российской Федерации (1998, 2003, 2004, 2011, 2012), грант Президента Российской Федерации для молодых докторов наук (2000), гранты Российского Фонда Фундаментальных Исследований (2003, 2007, 2008, 2012, 2013, 2016, 2018, 2019), гранты Чувашского государственного университета имени И. Н. Ульянова (2006, 2021), грант Российского Научного Фонда (2022).

## Литературная деятельность
https://stihi.ru/avtor/andygunin

## Основные публикации
- Основные публикации (сайт Pubmed)
- Перевод с английского: Heffner L. Human Reproduction at a Glance. Blackwell, 2001. Русское издание: Хеффнер Л. Половая система в норме и патологии, Москва, ГЭОТАР, 2003, 128 с.
- Гунин А. Г. Гистология в схемах и таблицах: учебное пособие. Цветной атлас. Москва: Практическая медицина, 2019, 288 с. IBSN: 978-5-98811-444-4.
- Гунин А. Г. Стихи обо всём: сборник стихов. Чебоксары, 2024, 320 с. ISBN 978-5-7677-3805-2
- Гунин А. Г. Стихи об этом и о том. Сборник стихов. Москва: Особая книга, 2025, 460 с. IBSN: 978-5-9797-0227-8